# Mesenochroa guatemalteca
Mesenochroa guatemalteca là một loài bướm đêm thuộc phân họ Arctiinae, họ Erebidae.